# Łowcy głów (album)
Łowcy głów – album polskiego zespołu Lady Pank, zawiera w większości materiał rockowy. Album wydany w roku 1998. Premiera albumu miała miejsce 22 czerwca 1998 roku. Do albumu powstały dwa teledyski: „Prawda i serce” oraz „List do B”.

## Lista utworów
Opracowano na podstawie materiału źródłowego.
1. „Prawda i serce” (muz. J. Borysewicz; sł. J. Skubikowski) – 3:52
2. „Znowu pada deszcz” (muz. J. Borysewicz; sł. J. Panasewicz) – 4:03
3. „UFO” (muz. J. Borysewicz; sł. J. Panasewicz) – 5:05
4. „Ślepy strach” (muz. J. Borysewicz; sł. J. Panasewicz) – 3:19
5. „Nieustraszeni łowcy głów” (muz. J. Borysewicz; sł. J. Panasewicz) – 4:13
6. „Wierny jak pies” (muz. J. Borysewicz; sł. J. Panasewicz) – 3:55
7. „Mały rastaman” (muz. i sł. A. Łabędzki) – 4:07
8. „Nie spoglądaj nigdy wstecz” (muz. J. Borysewicz; sł. J. Skubikowski) – 3:20
9. „List do B.” (muz. J. Borysewicz; sł. J. Panasewicz) – 4:02
10. „Słowa, słowa, słowa” (muz. J. Borysewicz; sł. J. Panasewicz) – 5:02
11. „Latać może każdy” (muz. J. Borysewicz; sł. J. Skubikowski) – 3:46
12. „Dla Alicji (instrumental)” (muz. J. Borysewicz) – 2:14

bonus BOX 2007
1. „Jest taki kraj” (muz. J. Borysewicz; sł. J. Skubikowski) – 3:17
2. „Rozmowa z...” (muz. J. Borysewicz; sł. J. Panasewicz) – 4:09
3. „Do Moniki L.” (muz. J. Borysewicz; sł. J. Panasewicz) – 4:33
4. „7-me niebo nienawiści” (muz. J. Borysewicz; sł. A. Mogielnicki) – 4:37
5. „Konie w mojej głowie” (muz. J. Borysewicz; sł. A. Mogielnicki) – 3:33

## Twórcy
Opracowano na podstawie materiału źródłowego.
- Jan Borysewicz – gitara, śpiew
- Janusz Panasewicz – śpiew
- Kuba Jabłoński – perkusja
- Krzysztof Kieliszkiewicz – gitara basowa
- Andrzej Łabędzki – gitara